# Canistrum guzmanioides
Canistrum guzmanioides är en gräsväxtart som beskrevs av Elton Martinez Carvalho Leme. Canistrum guzmanioides ingår i släktet Canistrum och familjen Bromeliaceae. Inga underarter finns listade i Catalogue of Life.